# Kajikia
Kajikia là một chi cá cờ được tìm thấy ở tất cả các đại dương cận nhiệt đới, thuộc họ Istiophoridae.

## Các loài
Các loài được công nhận trong chi này gồm:
- Kajikia albida (Poey, 1860) (cá marlin trắng)
- Kajikia audax (Philippi {Krumweide}, 1887) (cá marlin sọc)